# Mont Idoukal-n-Taghès
Il Mont Idoukal-n-Taghès è una montagna dell'Africa occidentale, situata in Niger. Viene chiamato anche Mont Bagzane o Mont Bagzan.

## Geografia
Il Mont Idoukal-n-Taghès con la sua altitudine di 2022 metri s.l.m., rappresenta il punto più elevato del territorio del Niger.
In onore della montagna più alta del paese l'aereo ufficiale del presidente del Niger è chiamato Mont Bagzane.